# Jasberg (Dietramszell)

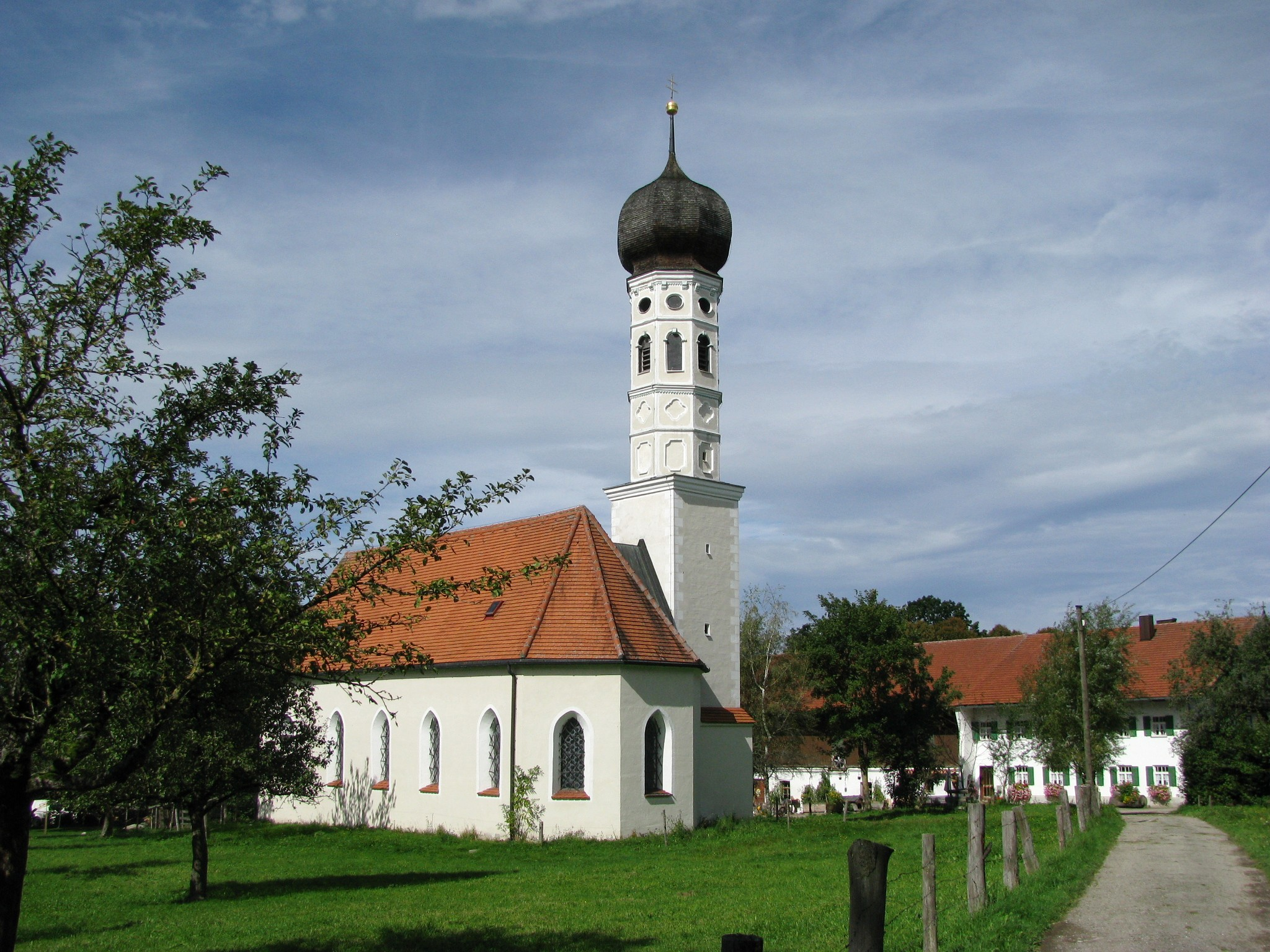
Jasberg, Kirche St. Quirin und St. Katharina

Jasberg ist ein Ortsteil der Gemeinde Dietramszell in Oberbayern.

## Geografie
Der Ort liegt in der Region Bayerisches Oberland inmitten der voralpenländischen Moränenlandschaft etwa fünf Kilometer von Dietramszell und vier Kilometer von Otterfing entfernt.

## Geschichte
Urkundlich wird Jasberg erstmals 1100 als Jaubesperc in einem Urbar des Klosters Tegernsee erwähnt.

## Infrastruktur und Sehenswertes
Abseits der Verkehrswege von München nach Bad Tölz und von Wolfratshausen nach Holzkirchen gelegen, konnte das Dorf seinen ländlichen Charakter weitestgehend erhalten.
Sehenswert ist die im Jahr 1546 errichtete Filialkirche St. Quirin und St. Katharina. Das Patrozinium bezeugt eine sehr enge Verbindung zum Kloster Tegernsee. Mitte des 17. Jahrhunderts wurde die Kirche barockisiert und im Jahr 1853 neugotisch restauriert.
Siehe auch Denkmalliste.

### Sender Jasberg
Am Dorfrand ist wegen der exponierten Lage ein UKW-Sender errichtet. Unter anderem von hier aus wird das Programm von Radio Alpenwelle ausgestrahlt.

## Veranstaltungen
Jährlich findet am ersten Sonntag und Montag im Juli das Jasbergler Almfest statt.